# Bieńkowice (Wrocław)
Bieńkowice – osiedle Wrocławia, w byłej dzielnicy Krzyki, na wschodnim skraju miasta. Do 1 stycznia 1951 samodzielna wieś pod Wrocławiem. Sąsiaduje ze wsiami Iwiny, Zacharzyce i Radwanice oraz z osiedlem Brochów.

## Nazwa
Bieńkowice należą do najstarszych wsi podwrocławskich – pierwszy łaciński zapis o nich pochodzi z 1282 roku. Nazwa Bieńkowice jest słowiańską nazwą patronimiczną pochodzącą od męskiego imienia Bieniek derywatu imienia Benedykt, który przypuszczalnie był protoplastą rodu i założycielem wsi. Końcówka „ice” lub jej staropolska starsza wersja „icze” charakterystyczna jest dla słowiańskich nazw patronimicznych wywodzących się od imion patronów rodu.
Polską nazwę Bienkowice oraz zgermanizowaną Bienkwitz wymienia w 1896 roku śląski pisarz Konstanty Damrot w książce o nazewnictwie miejscowym na Śląsku. Damrot w swojej książce wymienia również staropolską nazwę Bienkowycze.
Po dojściu do władzy w Niemczech narodowych socjalistów w roku 1936 nazwę wsi przemianowano na Ruhlinden, następnie od 1939 do 1945 Lindenruh. Po 1945 roku polskie władze nadały wsi nazwę Bieńkowice.

## Historia
W połowie XIV wieku we wsi znajdował się folwark, dwór i urządzenia obronne będące własnością wrocławskiego mieszczanina. Wspomniane obiekty na początku XV wieku prawdopodobnie przestały istnieć. Jak dowodzą dokumenty polskiego kościoła Św. Krzysztofa we Wrocławiu mieszkańcy Bieńkowic mówili po polsku jeszcze w XIX wieku (mimo wielowiekowego oderwania Śląska od Polski). Ocenia się, że w połowie XVIII wieku wieś była zamieszkana niemal w stu procentach przez Polaków. Pod koniec XVIII wieku, kiedy właścicielem osady był Wojkowski istniał tu ponownie folwark i dwór, ponadto czynny był wiatrak (obecnie nie istnieją). Wieś liczyła 20 zagród, mieszkało tutaj 131 mieszkańców (wśród nich: kowal, chałupnik, rybak, sześciu zagrodników wolnych i tyluż omłockowych). 16 lutego 1945 r. zdobyte przez Armię Czerwoną.